# Tätlichkeit (Strafrecht)
Tätlichkeit ist ein Begriff aus dem Strafrecht und Tatbestandsmerkmal verschiedener Strafgesetze.

## Deutschland
Das Strafgesetzbuch kennt den tätlichen Angriff auf Vollstreckungsbeamte (§ 114 StGB) sowie auf Personen, die Vollstreckungsbeamten gleichstehen (§ 115 StGB) in ihrer Eigenschaft als Repräsentanten der staatlichen Gewalt. Der tätliche Angriff auf Anstaltsbeamte ist außerdem eine Begehungsvariante der Gefangenenmeuterei (§ 121 Abs. 1 Nr. 1 StGB).
Außerdem kann eine Beleidigung mittels einer Tätlichkeit begangen werden (§ 185 StGB).
Das Wehrstrafgesetz (WStG) enthält einen besonderen Tatbestand Tätlicher Angriff auf Vorgesetzte (§ 25 WStG); wird dieser von Soldaten, die sich zusammengerottet haben, mit vereinten Kräften begangen, liegt Meuterei (§ 27 WStG) vor.

### Tätlichkeit als Qualifikationstatbestand in § 185 Alt. 2 StGB
Da es sich bei der tätlichen Beleidigung nicht um ein spezielles Körperverletzungsdelikt (§§ 223 ff. StGB) handelt, sondern nach seiner systematischen Stellung um ein Ehrdelikt, ist zwar eine unmittelbare körperliche Einwirkung auf eine Person erforderlich, aus der sich ein ehrverletzender Sinn ergibt bzw. die nach ihrem objektiven Sinn eine besondere Nicht- oder Missachtung des Geltungswerts des Betroffenen ausdrückt, sie braucht jedoch die Erheblichkeitsgrenze zu § 223 Abs. 1 StGB nicht zu überschreiten. Ein Gesundheitsschaden muss beim Opfer nicht eintreten. Der Täter muss durch die körperliche Berührung vielmehr die Minderwertigkeit des Opfers zum Ausdruck bringen, das den Körperkontakt zu dulden habe. Ein Beispiel ist das Ins-Gesicht-Spucken.
Die Vornahme einer sexuellen Handlung erfüllt den Tatbestand der tätlichen Beleidigung nur dann, wenn der Täter durch sein Verhalten zum Ausdruck bringt, der Betroffene weise einen seine Ehre mindernden Mangel auf. Seit 2016 kommt hier allerdings eine Strafbarkeit als sexueller Übergriff (§ 177 StGB) in Betracht. In leichteren Fällen, die i. d. R. keine sexuelle Handlung im juristischen Sinn sind, kommt eine Strafbarkeit wegen sexueller Belästigung in Betracht.

### Tätlicher Angriff
Auch die §§ 114, 115 StGB sind systematisch keine Körperverletzungsdelikte, sondern bestrafen den Widerstand gegen die Staatsgewalt im Sechsten Abschnitt des Besonderen Teils des Strafgesetzbuchs. Deshalb sind weder ein Verletzungsvorsatz beim Täter noch ein Verletzungserfolg beim Opfer erforderlich.
„Ein tätlicher Angriff ist eine mit feindseligem Willen unmittelbar auf den Körper des Beamten oder Soldaten zielende Einwirkung. Eine körperliche Berührung oder auch nur ein darauf zielender Vorsatz des Täters ist nicht erforderlich. Jedenfalls eine objektiv gefährliche, verletzungsgeeignete Handlung kann auch dann, wenn der Täter keinen Verletzungsvorsatz hat, ein tätlicher Angriff sein.“
Nach Ansicht des Gesetzgebers komme in der Verurteilung allein wegen eines Körperverletzungsdelikts das spezifische Unrecht eines Angriffs auf einen Repräsentanten des staatlichen Gewaltmonopols bei Vornahme allgemeiner Diensthandlungen nicht zum Ausdruck. Mit §§ 114, 115 StGB werde daher der Respekt und die Wertschätzung unterstrichen, die nicht nur Vollstreckungsbeamte, sondern auch die Hilfskräfte der Feuerwehr, des Katastrophenschutzes und der Rettungsdienste verdienten. In der Literatur wird diese Begründung insofern kritisiert, als der soziale Geltungsanspruch dogmatisch durch die Ehrverletzungsdelikte in §§ 185 ff. StGB geschützt werde und ein Sonderstrafrecht zum Schutz bestimmter Berufsgruppen als Opfer dem deutschen Strafrecht aus Gleichheitsgründen fremd sei.

## Österreich
Das österreichische Strafgesetzbuch bestraft die tätliche Teilnahme an einem Angriff mehrerer (Raufhandel gem. § 91 Z 2 StGB) und den tätlichen Angriff auf mit bestimmten Aufgaben betraute Bedienstete einer dem öffentlichen Verkehr dienenden Anstalt oder Angehörige des Gesundheits- oder Rettungswesens oder Organe der Feuerwehr (§ 91a StGB) als strafbare Handlungen gegen Leib und Leben sowie den tätlichen Angriff auf Beamte (§ 270 StGB) als eine strafbare Handlungen gegen die Staatsgewalt.

## Schweiz
Eine Tätlichkeit ist nach Art. 126 des Schweizer Strafgesetzbuches (StGB) eine vorsätzliche Einwirkung auf den Körper oder die Gesundheit eines anderen Menschen ohne schädigende Folgen.
Sie beinhaltet wie die einfache Körperverletzung einen Eingriff in die körperliche Integrität des anderen, ist aber im Vergleich zu dieser deutlich geringfügiger.
Sie hat keine Schädigung des Körpers oder der Gesundheit zur Folge (siehe Wortlaut des Art. 126 StGB), kann aber zu einer vorübergehenden Beeinträchtigung des Wohlbefindens oder des Aussehens führen. Tätlichkeiten wären demnach zum Beispiel:
- der Wurf einer Torte in das Gesicht eines anderen (sogenannte Entartage)[11]
- absichtliches Übergießen mit kaltem Wasser[12]
- leichte Ohrfeigen, Stösse, Faustschläge oder Fußtritte, die keine Spuren hinterlassen oder höchstens zu harmlosen Kratzern, Schürfungen, Schwellungen und Quetschungen führen

Strafrechtlich ist die Abgrenzung zwischen Tätlichkeit und einfacher Körperverletzung bedeutsam, weil der Versuch und Fahrlässigkeit bei Tätlichkeit nicht strafbar sind.
Für sexuelle Belästigung vgl. Art. 198 StGB.
Wer jemanden in anderer Weise als durch üble Nachrede oder Verleumdung durch Wort, Schrift, Bild, Gebärde oder Tätlichkeiten in seiner Ehre angreift, kann wegen Beschimpfung bestraft werden (Art. 177 StGB; Qualifikation gegenüber Art. 126 bzw. Art. 198).